# Kuchyně Amerického jihu

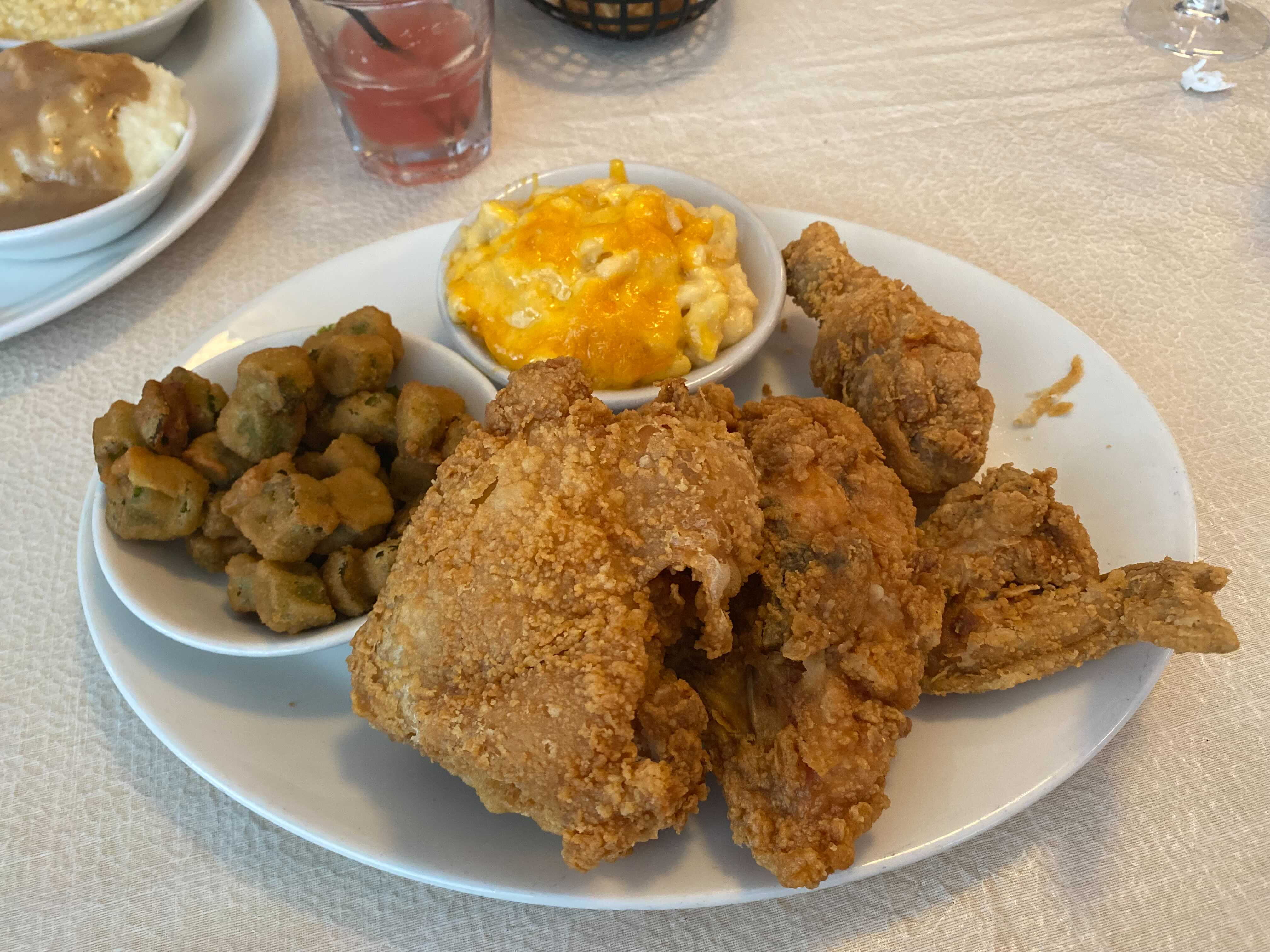
Smažené kuře s okrou a macaroni and cheese

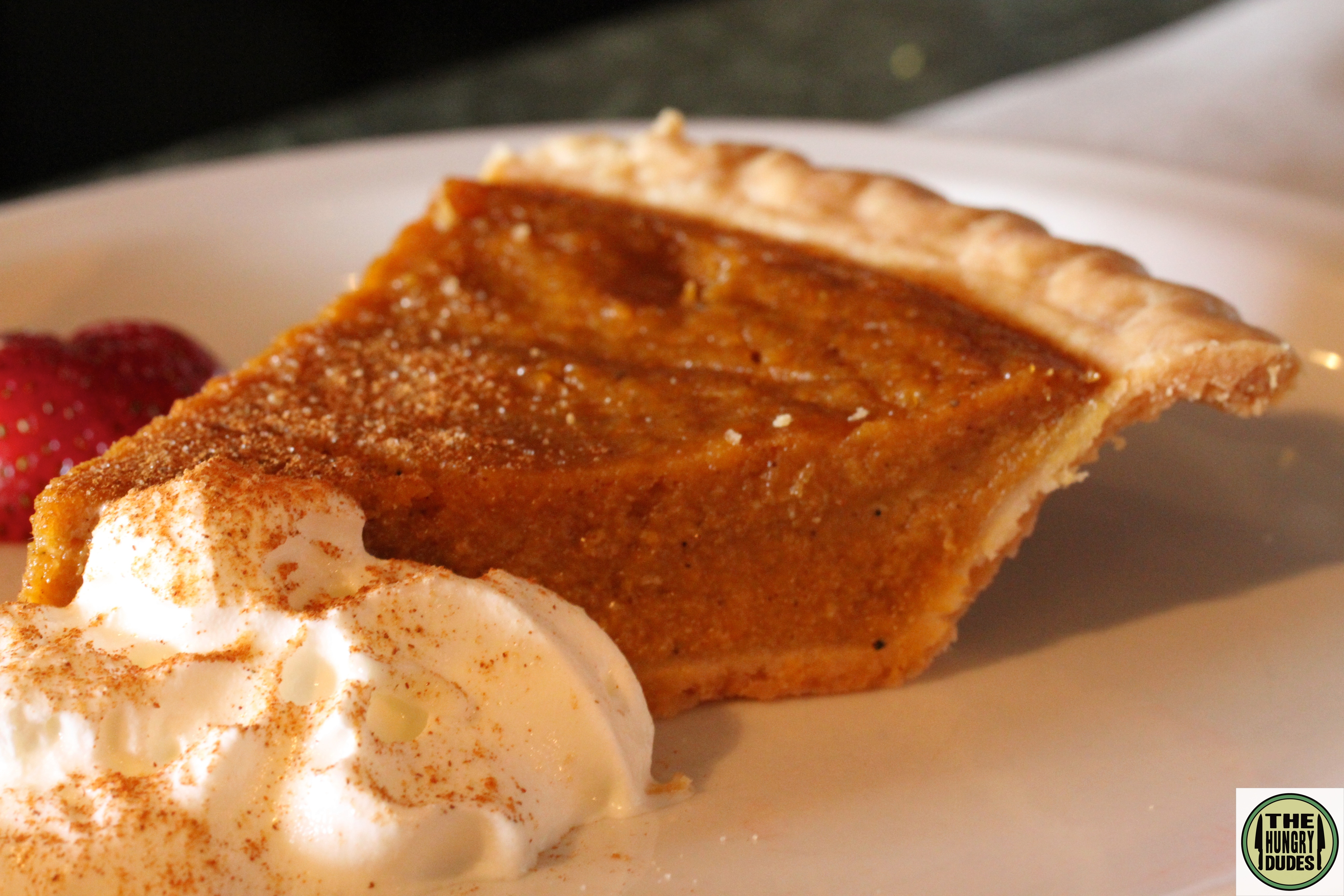
Sweet potato pie (batátový koláč)

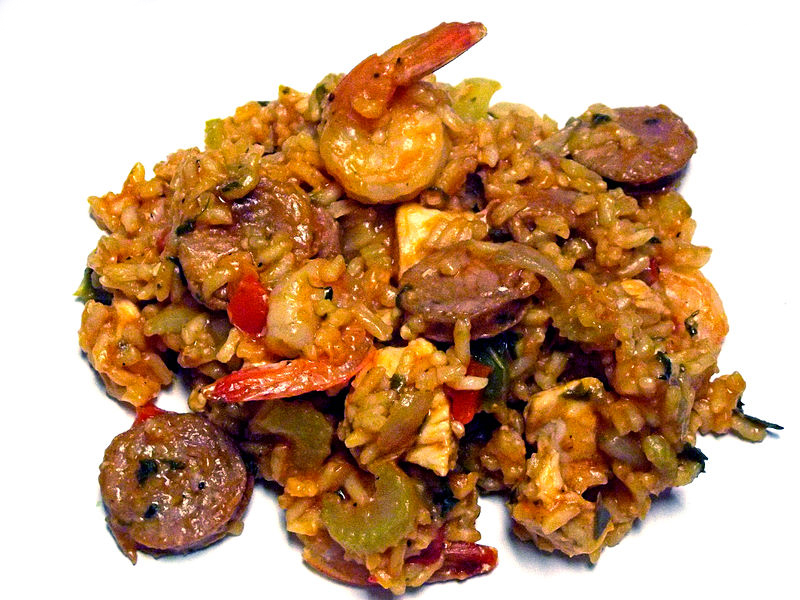
Jambalaya

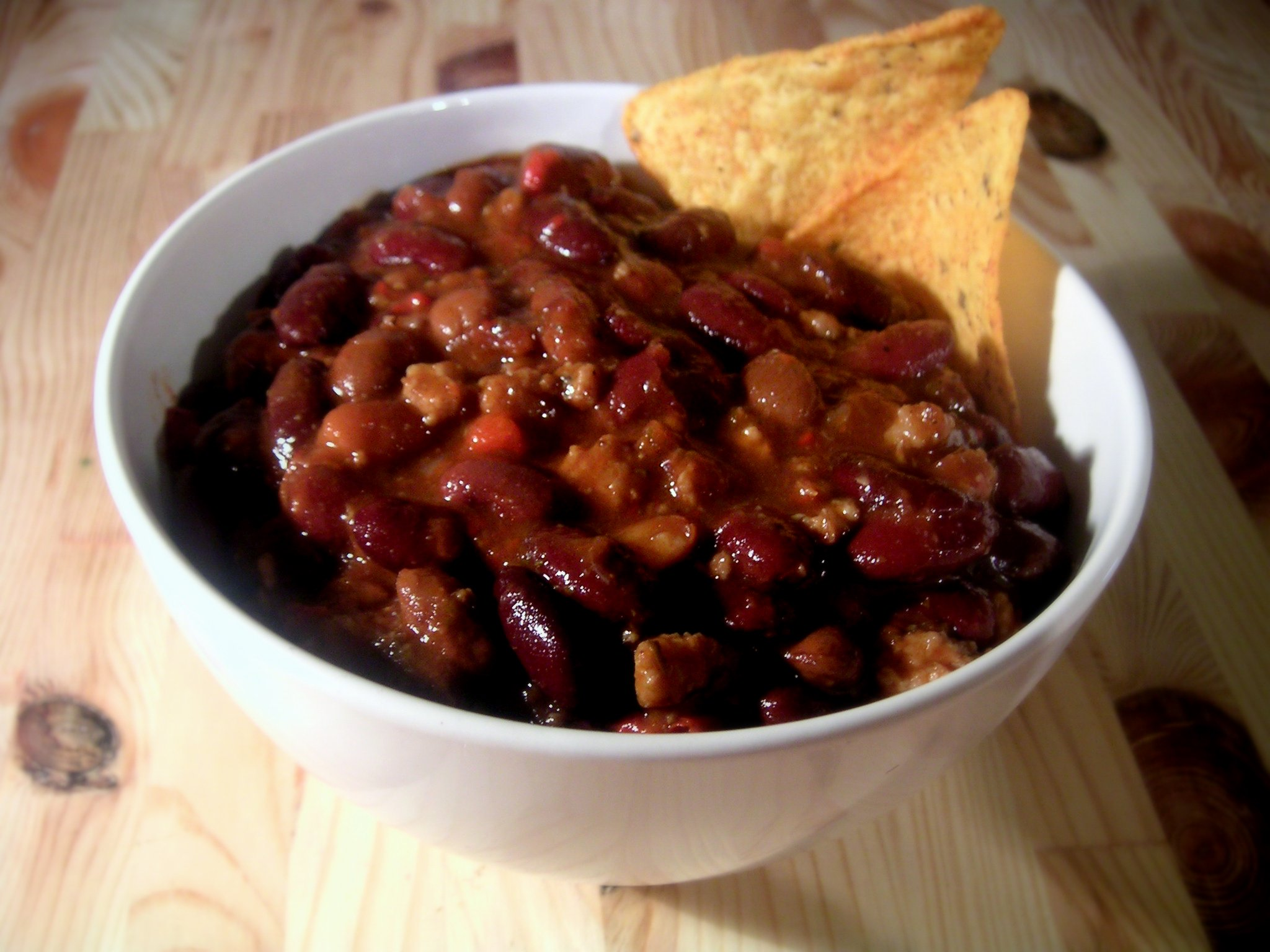
Chili con carne

Kuchyně Amerického jihu je regionální kuchyní americké kuchyně, typickou pro regionu Amerického jihu (kam se řadí státy Alabama, Mississippi, Florida, Georgie, Louisiana, Arkansas, Texas, Oklahoma, Tennessee, Jižní a Severní Karolína, Kentucky, Virginie a často i Missouri, Západní Virginie, Maryland a Delaware). Jižanská kuchyně je známá pro svá vydatná, tučná (často smažená) a sladká jídla, z nichž mnohá se později stala populární i ve zbytku USA. Kuchyně se ale také v každé části amerického jihu liší, a často bývá ovlivněna kuchyněmi osadníků, kteří do dané oblasti přišli, případně sousedními oblasti (v Texasu má vliv mexická kuchyně, na Floridě zase karibská a kubánská kuchyně). Mnoho prvků jižanské kuchyně bylo přejato z kuchyní původních indiánských kmenů (Čerokíové, Seminolové...), kteří pěstovali v Evropě tehdy neznámé plodiny, například kukuřici, rajčata nebo tykve, nebo opékali maso stylem barbecue. Důležitý byl i vliv evropské kuchyně, a to především té britské a irské, ale i kuchyně africké (kvůli otrokům dováženým ze západní Afriky), spolu s africkými otroky se na americký jih dostaly plodiny jako čirok, rýže, okra, melouny a různá koření. Kuchyni otroků se říkalo "soul food", a jednalo se o jednoduchá jídla z levných surovin, z nichž mnohá v jižanské kuchyni zdomácněla.

## Typické pokrmy kuchyně amerického jihu
- Smažené kuře, jeden z nejtypičtějších pokrmů amerického jihu. Původně nejspíše pochází od skotských osadníků, ale je neodmyslitelně spojováno se soul food a s africkými otroky. Smažené kuře se objevuje v mnoha variantách, a spolu s fastfoodovými řetězci jako je KFC se rozšířilo do celého světa.
- Cornbread, jednoduchý chléb z kukuřičné mouky
- Pie, koláče. Mezi nejpopulárnější koláče na jihu patří sweet potato pie (batátový koláč), chess pie (sladký vanilkový koláč), shoofly pie (koláč s náplní z melasy), pecan pie (koláč s pekanovými ořechy) nebo peach pie (broskvový koláč).
- Maso grilované na způsob barbecue, podávají se například žebírka, nebo opékaná šunka (country ham)Succotash
- Grits, kukuřičná kaše

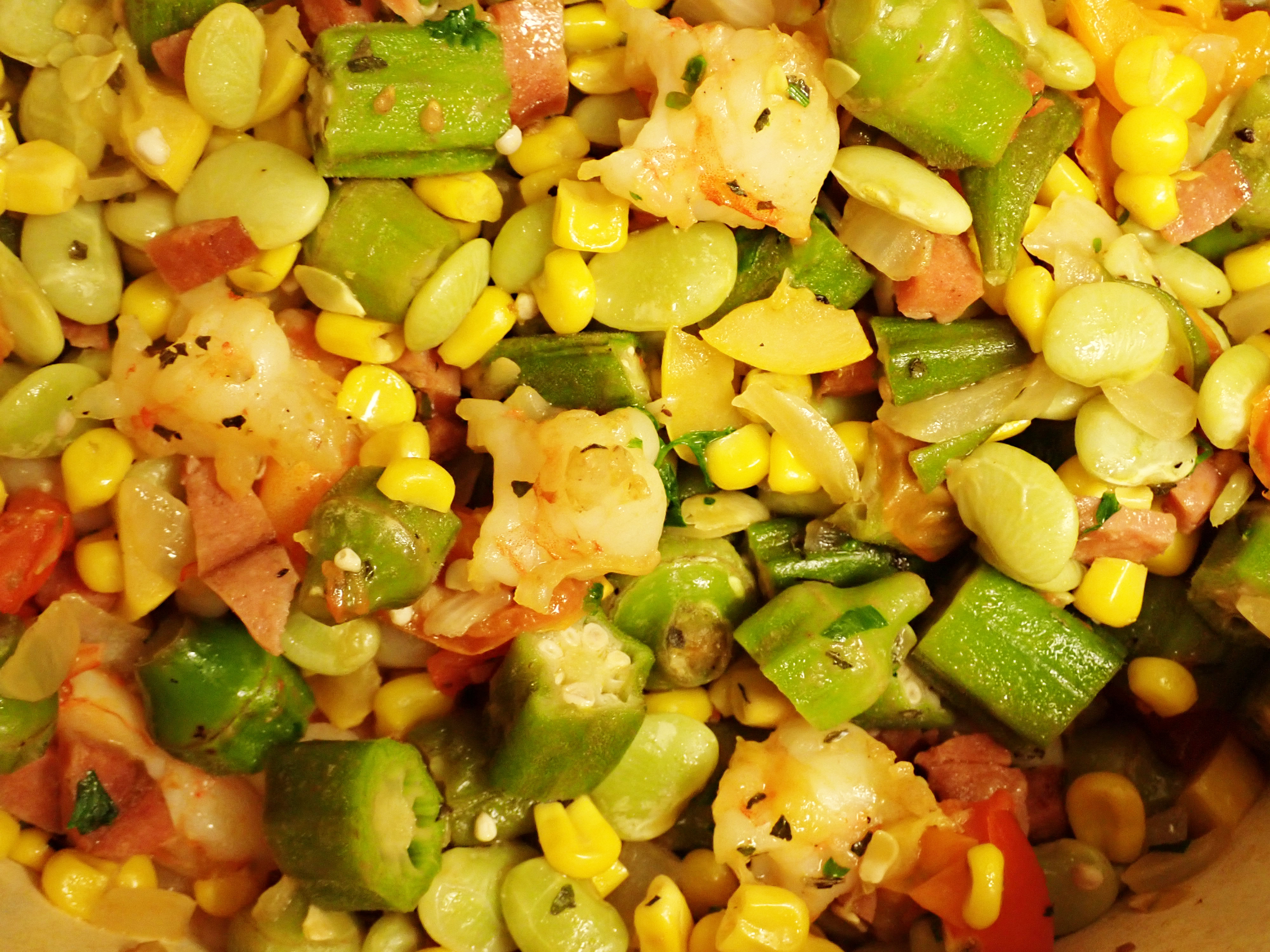
Succotash

- Succotash, směs fazolí, kukuřice a zeleniny
- Sekaná
- Macaroni and cheese, těstoviny v sýrové omáčce
- Různé druhy sušenek

## Regionální kuchyně
- Louisianská kuchyně je asi nejvýznamnější regionální kuchyní na americkém jihu. Byla silně ovlivněna francouzskou kuchyní, a mezi tři základní ingredience této regionální kuchyně patří paprika, celer a cibule. Kromě toho se ještě používá velké množství ryb a plodů moře (hlavně raci a ústřice). Mezi nejtypičtější pokrmy patří jambalaya (kořeněný pokrm z rýže s masem nebo mořskými plody a zeleninou) nebo gumbo (vydatná polévka s masem a zeleninou)
- V kuchyni Texasu jsou patrné vlivy mexické kuchyně (jedná se o tzv. Tex-Mex). Mezi nejtypičtější tex-mex patří chili con carne nebo fajitas. Mexické pokrmy se často podávají se sýrem, obvykle s čedarem.
- Kuchyně Apalačského pohoří je kvůli horským podmínkám o něco chudší. Populární jsou jablka, hrušky a další ovoce, ze kterého se vyrábějí různé nápoje nebo pomazánky. Tradici má i používání javorového sirupu. Lze se zde častěji setkat se zvěřinou, nebo s houbami. Velmi populární je káva, podává se téměř k většině pokrmů.
- Floridská kuchyně byla velmi silně ovlivněna karibskou kuchyní. Používají se hodně ryb a mořských plodů, ale mezi populární patří i pomeranče, kokos nebo rum. Mezi místní specialitu paří key lime pie (koláč se sladkou nadýchanou limetkovou náplní)
- Kuchyně Lowcountry (oblast u pobřeží Atlantiku) vykazuje určité podobnosti s louisianskou kuchyní. Používá se mnoho ryb a mořských plodů.
- Kentucky je známé svým smaženým kuřetem (pochází odtud Kentucky Fried Chicken). Kromě toho je také známé produkcí whiskey.
- Georgie je známá svou produkcí broskví